# Voivodina

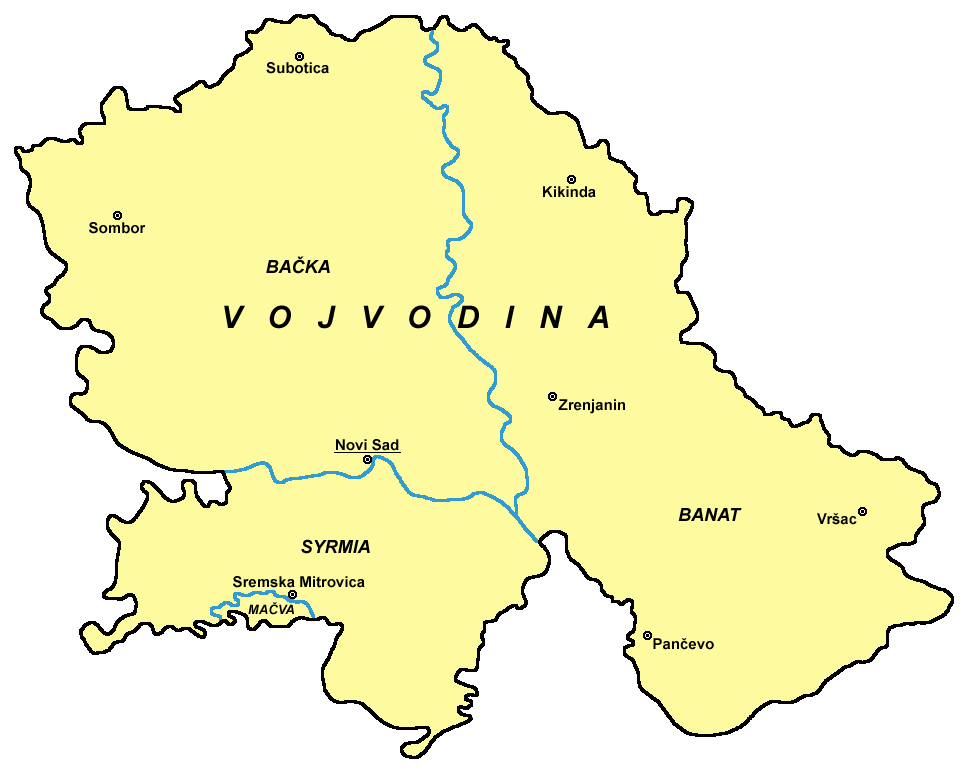
Mapa de Voivodina

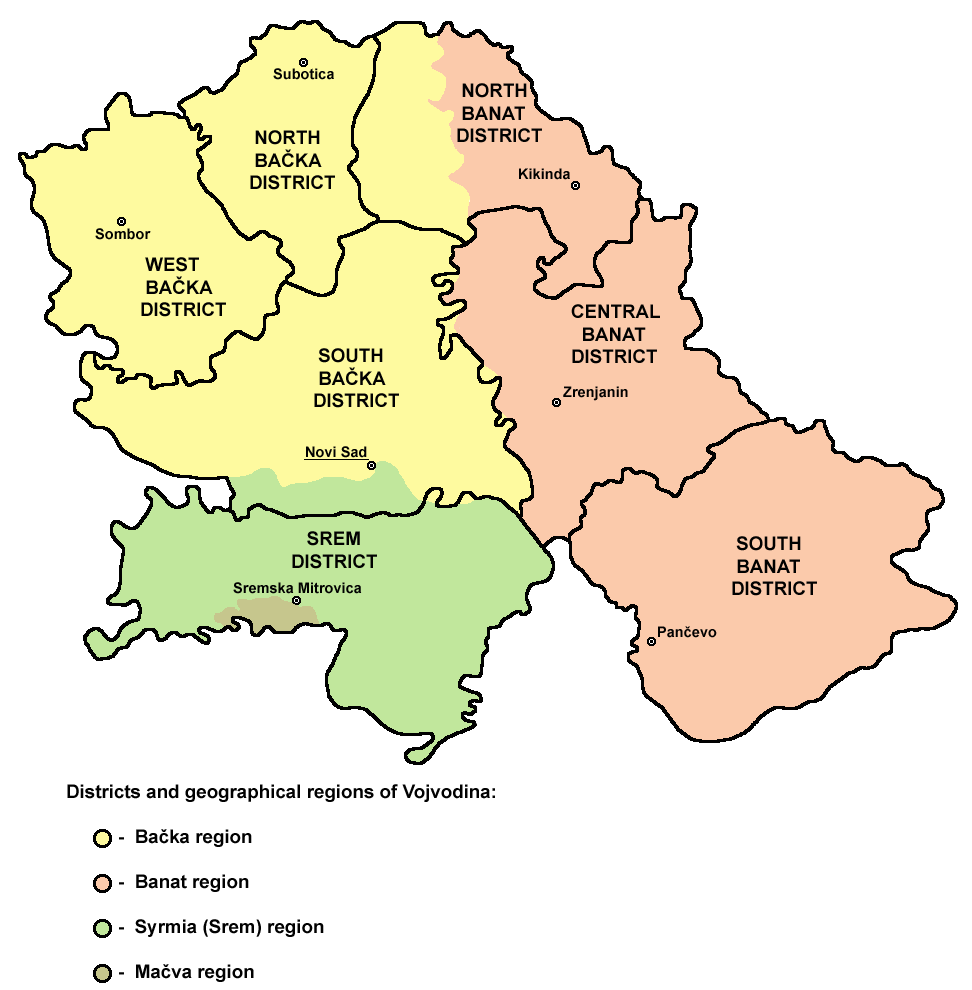
Districtes i regions geogràfiques de la Voivodina

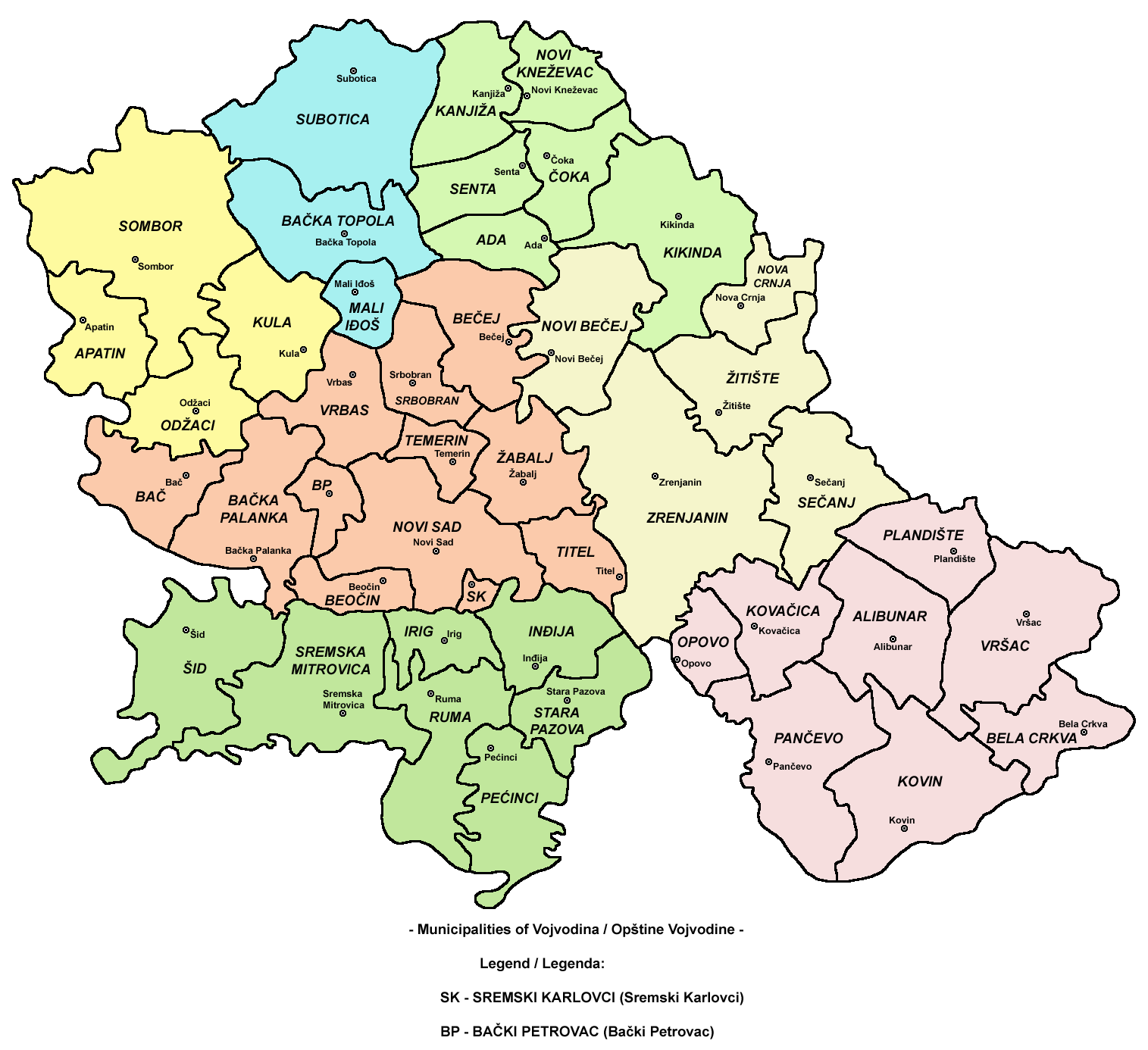
Municipis de Voivodina

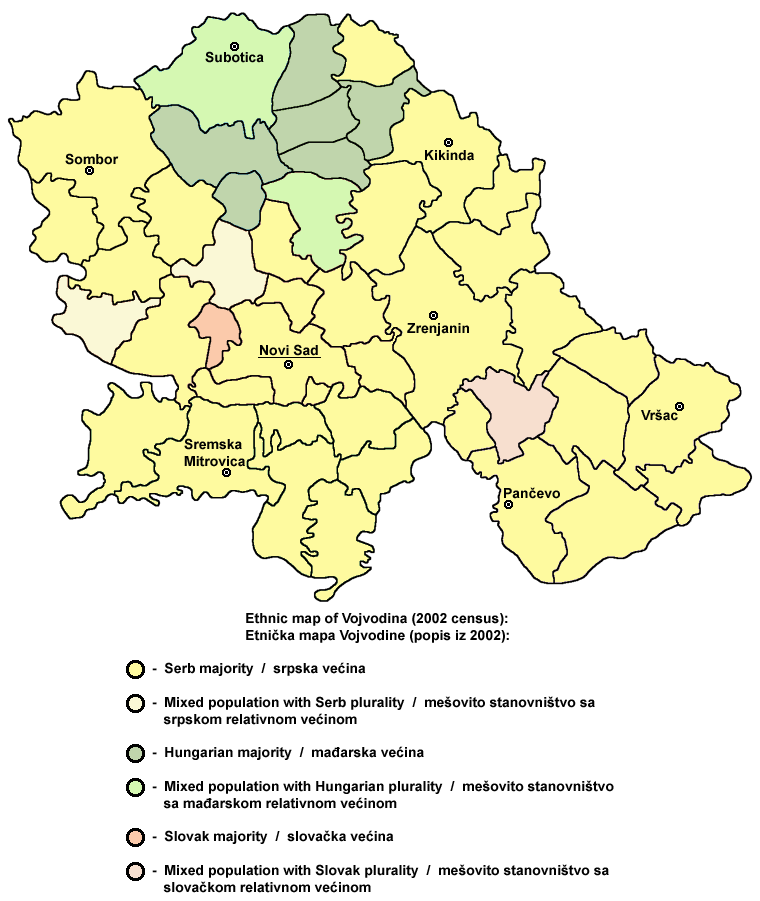
Distribució ètnica als municipis de la Voivodina

La província Autònoma de Voivodina (en serbi: Аутономна Покрајина Војводина/Autonomna Pokrajina Vojvodina; hongarès: Vajdaság Autonóm Tartomány; eslovac: Autonómna Provincia Vojvodina; romanès: Provincia Autonomă Voievodina; croat: Autonomna Pokrajina Vojvodina; rutè: Автономна Покраїна Войводина) és una provincia al nord de la República de Sèrbia. La seua capital és Novi Sad i la segona ciutat més gran n'és Subotica. Durant l'Imperi Austrohongarès, va formar part d'Hongria, encara que la seua població era majoritàriament eslava. Després del desmembrament de l'imperi, es va incorporar al Regne de Sèrbia, que més tard va passar a formar part de Iugoslàvia. Actualment, és l'única província autònoma de Sèrbia pendent de l'estatus final de Kosovo. Té una important minoria hongaresa.

## Història moderna
Entre l'1 i el 3 de maig del 1848, els serbis de la regió proclamaren la República sèrbia de Voivodina i del Banat de Temes a Sremski Karlovci, sota la direcció del voivoda (duc) Stevan Supljikac. La Voivodina sèrbia fou suprimida el 1863 i es va retornar a l'anterior divisió de Banat, Backa, Srem (Sirmia) i Baranya dins la corona hongaresa. Des del 1849, el voivoda de la regió fou el mateix emperador austrohongarès. La bandera de la república (la tricolor sèrbia) fou reconeguda com a bandera provincial, però amb l'escut dels Habsburg al centre i amb l'àliga portant al pit l'escut serbi, segons un exemplar del Museu de Sombor.
Després de la Primera Guerra Mundial, la regió es va unir el novembre del 1919 al recentment creat Regne dels Serbis, Croats i Eslovens. El 1920, el tractat del Trianon va confirmar per a aquest regne (després Iugoslàvia) la possessió de Voivodina.
El 1941, la regió fou ocupada per l'Alemanya nazi i fou dividida entre Hongria (Backa), l'Estat independent de Croàcia (Srem) i Sèrbia (Banat), aquest darrer sota control militar alemany. El 1944, la regió fou alliberada pels partisans i incorporada a Sèrbia dins la nova Iugoslàvia.
El 1974, va obtenir un estatut d'autonomia dins de Sèrbia, i es va iniciar un interessant experiment de convivència de nacions (una vintena de nacionalitats poblen la regió). La república autònoma no va disposar de bandera oficial, però les minories hongaresa, romanesa, búlgara, rutena, i d'altres tenien el dret d'usar les seves banderes nacionals amb l'afegit de l'estel de l'alliberament de Iugoslàvia.
El 1990, l'autonomia fou suprimida pel president Slobodan Milošević i va passar a ser una província més de Sèrbia.
Amb la caiguda de Milosevic (octubre del 2000), l'assemblea provincial va reassumir els antics poders i va proclamar-ne novament l'autonomia (2001). El 2002, es va adoptar un escut territorial (amb sant Pau representant Backa, el lleó de Sirmia, i un cérvol i un arbre símbol del Banat de Temesvar), i el 27 de febrer del 2004 la bandera de la Voivodina autònoma (amb 79 vots a favor, 13 en contra del Partit Democràtic de Sèrbia i 5 abstencions dels antics Socialdemòcrates i Lliberals Serbis).

## Política
El 14 de juliol del 1990, es va fundar la Lliga dels Socialdemòcrates de Voivodina, autonomista. La seva bandera fou una tricolor vertical blava, groga i verda. El grup es va unir a altres partits autonomistes el 1996 i en va sorgir la Coalició Autonomista (Koalicija Voivodina), que va adoptar els mateixos colors però en horitzontal, bandera que fou proposada com a bandera de l'autonomia, tot i que mai es va materialitzar. La coalició, que encara existeix, manté aquests colors com a propis però amb el logotip del grup al centre.

## Minoria hongaresa
La minoria principal de Voivodina és l'hongaresa, que està concentrada principalment a Backa. Abans de l'annexió de la regió per part de Iugoslàvia, era molt més nombrosa (gairebé un terç, igual que de serbis), però la repressió, l'assimilació i l'emigració han fet que actualment en sigui de poc menys del 15%, enfront del 65% de serbis.
Com a distintiu, aquesta minoria fa servir la bandera nacional hongaresa. Una associació cultural hongaresa a Voivodina té com a finalitat preservar el patrimoni cultural d'aquesta nacionalitat.
El partit que representa la minoria és el Vajdasagi Magyar Szovetseg/Savez Vojvodjannskih Madzare (Unió dels Hongaresos de Voivodina), el qual té com a símbol una estilitzada rosa verda amb el cap vermell, i a sota les lletres VMSZ que inclou en estendards verticals de color blanc.

## Nacionalitats de Voivodina
Cens de 1910 (abans de l'annexió).
Cens de 2002

## Ciutats
Ciutats principals de Voivodina (població entre parèntesis): 
- Novi Sad (215.659)
- Subotica (99.471)
- Zrenjanin (79.545)
- Pančevo (76.110)
- Sombor (50.950)
- Kikinda (41.825)
- Sremska Mitrovica (39.041)
- Vršac (36.001)
- Ruma (32.125)
- Bačka Palanka (29.431)
- Inđija (26.244)
- Vrbas (25.887)
- Bečej (25.703)
- Senta (20.363)
- Kula (19.293)
- Apatin (19.289)
- Temerin (19.143)